# Gli amori di Cleopatra
Gli amori di Cleopatra (Serpent of the Nile) è un film del 1953 diretto da William Castle ed interpretato da William Lundigan, Rhonda Fleming, Michael Ansara e Raymond Burr.

## Trama
Nel 42 a.C., due anni dopo l'uccisione di Giulio Cesare, le truppe di Cassio e di Bruto vengono sconfitte dalle armate del generale Marco Antonio e di Ottaviano Augusto. Lucidio, luogotenente di Bruto, si lascia prendere prigioniero dal nemico per permettere al suo capo di tornare a Roma e preparare una rappresaglia. Quando apprende che Bruto si è ucciso, Lucidio accetta l'offerta di Marco Antonio di passare nel suo esercito e diventa suo amico. Egli cerca di sottrarre Antonio dall'influenza negativa della regina egiziana Cleopatra, ma questi decide di vivere fino in fondo la sua storia d'amore con l'ambiziosa regina e si mette in contrasto con Ottaviano, che gli dichiara guerra. Antonio, battuto e avvilito, invita Lucidio a tornare a Roma e a mettersi agli ordini di Ottaviano, quindi si uccide. Anche Cleopatra, per non cadere viva nelle mani del vincitore, si fa mordere da un aspide e muore.

## Produzione
Nel novembre 1951 Katzman annunciò che avrebbe prodotto un film basato su Cleopatra di H. Rider Haggard. Faceva parte di una serie di otto film che la Columbia Pictures stava producendo, tra cui Navi senza ritorno, Gli schiavi di Babilonia, Cairo to Suez, Straniero in patria, La spia delle giubbe rosse, Napoletani a Bagdad e Fiamme a Calcutta.
Nel maggio 1952 Katzman affermò che lo riprese del film sarebbe iniziate ad agosto. Alla fine il film non fu realizzato fino al 1953.
Film a basso costo, venne girato nei set utilizzati per Salomè con Rita Hayworth.
Rhonda Fleming, nel ruolo di Cleopatra, indossa un bullet bra tipico degli anni cinquanta.